# EHF-Pokal der Frauen 2006/07
Am EHF-Pokal 2006/07 nahmen insgesamt 58 Handball-Vereinsmannschaften teil, die sich in der vorangegangenen Saison in ihren Heimatländern für den Wettbewerb qualifizieren konnten. Es war die 26. Austragung des EHF-Pokals. Die Pokalspiele begannen am 14. September 2006, das Rückrundenfinale fand am 20. Mai 2007 statt. Sieger des EHF-Pokals in diesem Jahr wurde der russische Verein Swesda Swenigorod.

## 1. Runde
Die Begegnungen der 1. Runde fanden am 14.–17. September und am 16./17./23. September 2006 statt.
|                       | Gesamt  |                                | Hinspiel | Rückspiel |
| --------------------- | ------- | ------------------------------ | -------- | --------- |
| A.C. Latsia Nicosia   | 68 : 53 | Hapoel Petach Tikwa            | 33 : 25  | 35 : 28   |
| Pallamano Dossobuono  | 51 : 48 | HIFK Comets, Helsinki          | 29 : 21  | 22 : 27   |
| LK Zug Handball       | 70 : 48 | Stopiņu District Handball Team | 35 : 23  | 35 : 25   |
| KH Kosova Vushtrri    | 56 : 69 | Anadolu University S.C.        | 31 : 29  | 25 : 40   |
| Youth Union Athienou  | 38 : 85 | Zeeman Vastgoed SEW            | 22 : 42  | 16 : 43   |
| HK Lokomotiv Varna    | 44 : 48 | RK Kale Kičevo                 | 22 : 25  | 22 : 23   |
| ŽRK Ljubuški Trgocoop | 55 : 69 | RSK Eglė Vilnius               | 22 : 35  | 33 : 34   |
| HBC Bascharage        | 31 : 70 | DHC Slavia Prag                | 17 : 29  | 14 : 41   |
| Garadagh HC Baku      | 44 : 47 | Horodnitschanka Hrodna         | 28 : 26  | 16 : 21   |
| STHV J. Melveren      | 35 : 41 | Fémina Visé                    | 19 : 19  | 16 : 22   |

## 2. Runde
Die Begegnungen der 2. Runde fanden am 13.-15/20./21. September und am 14./15./21./22. September 2006 statt.
|                             | Gesamt  |                              | Hinspiel | Rückspiel |
| --------------------------- | ------- | ---------------------------- | -------- | --------- |
| SD Itxako Estella Navarra   | 66 : 25 | O.F.N. Ionias                | 37 : 15  | 29 : 10   |
| Frankfurter HC              | 60 : 55 | Skövde HF                    | 32 : 26  | 28 : 29   |
| ŽRK Mercator Tenzor Ptuj    | 68 : 28 | A.C. Latsia Nicosia          | 36 : 11  | 32 : 17   |
| McDonald’s Wiener Neustadt  | 55 : 52 | Pallamano Dossobuono         | 27 : 26  | 28 : 26   |
| RK Kale Kičevo              | 35 : 62 | RK Lokomotiva Zagreb         | 16 : 32  | 19 : 30   |
| Clube Jovem Almeida Garrett | 36 : 73 | RSK Eglė Vilnius             | 16 : 39  | 20 : 34   |
| LK Zug Handball             | 54 : 63 | Van der Voort Quintus        | 29 : 33  | 25 : 30   |
| Kiskunhalas NKSE            | 69 : 45 | Horodnitschanka Hrodna       | 34 : 22  | 35 : 23   |
| IK Sävehof                  | 54 : 51 | Zeeman Vastgoed SEW          | 32 : 30  | 22 : 21   |
| Anadolu University S.C.     | 51 : 60 | ŽRK Knjaz Miloš Aranđelovac  | 28 : 29  | 23 : 31   |
| FCK Håndbold                | 61 : 31 | BNTU Minsk Region            | 40 : 14  | 21 : 17   |
| HC Zalău                    | 54 : 42 | DHC Slavia Prag              | 30 : 22  | 24 : 20   |
| NP GK Rostow-Don            | 59 : 46 | Madeira Andebol SAD          | 29 : 22  | 30 : 24   |
| DJK/MJC Trier               | 58 : 47 | Sassari Città dei Candelieri | 28 : 22  | 30 : 25   |
| Spono Nottwil               | 56 : 29 | Fémina Visé                  | 32 : 17  | 24 : 12   |
| HK Halytschanka Lwiw        | 41 : 44 | Nordstrand IF                | 22 : 22  | 19 : 22   |

## 3. Runde
Die Begegnungen der 3. Runde fanden am 06./07./12./13. Januar und am 06./07./13./14. Januar 2007 statt.
|                          | Gesamt  |                             | Hinspiel | Rückspiel |
| ------------------------ | ------- | --------------------------- | -------- | --------- |
| FCK Håndbold             | 41 : 54 | C.S. Rulmentul Braşov       | 24 : 29  | 17 : 25   |
| TSV Bayer 04 Leverkusen  | 78 : 46 | Spono Nottwil               | 39 : 26  | 39 : 20   |
| NP GK Rostow-Don         | 40 : 56 | Dunaferr NK                 | 24 : 26  | 16 : 30   |
| Frankfurter HC           | 53 : 62 | Ikast-Bording EH            | 24 : 30  | 29 : 32   |
| Kiskunhalas NKSE         | 67 : 54 | RK Celeia Žalec             | 36 : 27  | 31 : 27   |
| HC Zalău                 | 42 : 72 | DVSC Debrecen               | 21 : 31  | 21 : 41   |
| CBM Astroc Sagunto       | 66 : 56 | Nordstrand IF               | 33 : 25  | 33 : 31   |
| RSK Eglė Vilnius         | 47 : 87 | Swesda Swenigorod           | 20 : 46  | 27 : 41   |
| Tertnes IL               | 48 : 52 | RK Lokomotiva Zagreb        | 20 : 28  | 28 : 24   |
| Mérignac Handball        | 46 : 59 | SD Itxako Estella Navarra   | 21 : 25  | 25 : 34   |
| ŽRK Mercator Tenzor Ptuj | 53 : 60 | IUVENTA Michalovce          | 31 : 29  | 22 : 31   |
| GAS Anagennisi Artas     | 70 : 57 | McDonald’s Wiener Neustadt  | 35 : 27  | 35 : 30   |
| HB Metz Moselle Lorraine | 61 : 43 | ŽRK Knjaz Miloš Aranđelovac | 34 : 18  | 27 : 25   |
| SPR Lublin               | 56 : 62 | Van der Voort Quintus       | 27 : 32  | 29 : 30   |
| IK Sävehof               | 50 : 66 | HK Motor Saporischschja     | 22 : 32  | 28 : 34   |
| Orsan Elda Prestigo      | 63 : 55 | DJK/MJC Trier               | 33 : 21  | 30 : 34   |

## Achtelfinale
Die Begegnungen des Achtelfinales fanden am 17./18./24. Februar und am 18./24./25. Februar 2007 statt.
|                          | Gesamt  |                           | Hinspiel | Rückspiel |
| ------------------------ | ------- | ------------------------- | -------- | --------- |
| HB Metz Moselle Lorraine | 42 : 43 | DVSC Debrecen             | 25 : 23  | 17 : 20   |
| GAS Anagennisi Artas     | 56 : 64 | TSV Bayer 04 Leverkusen   | 27 : 33  | 29 : 31   |
| C.S. Rulmentul Braşov    | 39 : 35 | SD Itxako Estella Navarra | 21 : 14  | 18 : 21   |
| Dunaferr NK              | 59 : 47 | Kiskunhalas NKSE          | 31 : 20  | 28 : 27   |
| Ikast-Bording EH         | 66 : 60 | CBM Astroc Sagunto        | 33 : 24  | 33 : 36   |
| Swesda Swenigorod        | 80 : 63 | Van der Voort Quintus     | 46 : 32  | 34 : 31   |
| Orsan Elda Prestigo      | 58 : 53 | IUVENTA Michalovce        | 35 : 24  | 23 : 29   |
| HK Motor Saporischschja  | 52 : 50 | RK Lokomotiva Zagreb      | 28 : 24  | 24 : 26   |

## Viertelfinale
Die Begegnungen des Achtelfinales fanden am 17./18. März und am 24./25. März 2007 statt.
|                         | Gesamt  |                         | Hinspiel | Rückspiel |
| ----------------------- | ------- | ----------------------- | -------- | --------- |
| Orsan Elda Prestigo     | 58 : 56 | Dunaferr NK             | 34 : 28  | 24 : 28   |
| C.S. Rulmentul Braşov   | 37 : 60 | Swesda Swenigorod       | 19 : 25  | 18 : 35   |
| Ikast-Bording EH        | 52 : 51 | DVSC Debrecen           | 26 : 24  | 26 : 27   |
| HK Motor Saporischschja | 50 : 51 | TSV Bayer 04 Leverkusen | 27 : 26  | 23 : 25   |

## Halbfinale
Die Begegnungen des Halbfinals fanden am 14. April und am 21. April 2007 statt.
|                         | Gesamt  |                     | Hinspiel | Rückspiel |
| ----------------------- | ------- | ------------------- | -------- | --------- |
| Ikast-Bording EH        | 64 : 62 | Orsan Elda Prestigo | 36 : 35  | 28 : 27   |
| TSV Bayer 04 Leverkusen | 50 : 53 | Swesda Swenigorod   | 23 : 21  | 27 : 32   |

## Finale
Die Begegnungen des Finals fanden am 11. Mai und am 20. Mai 2007 statt.
|                  | Gesamt  |                   | Hinspiel | Rückspiel |
| ---------------- | ------- | ----------------- | -------- | --------- |
| Ikast-Bording EH | 57 : 62 | Swesda Swenigorod | 35 : 30  | 22 : 32   |